# Bernadette Van Roy
Bernadette Van Roy (Kessel-Lo, 10 september 1948) is een Belgische voormalige atlete, die gespecialiseerd was in de middellange afstand en het veldlopen. Zij nam eenmaal deel aan de Olympische Spelen en veroverde in twee verschillende onderdelen vijf Belgische titels.

## Loopbaan
Van Roy verbeterde in 1972 het Belgisch record van Francine Peyskens op de 1500 m tot 4.27,8. Een record dat ze later dat jaar naar 4.23,7 bracht. Ze behaalde ook een eerste Belgische titel op dit onderdeel. In 1974 verbeterde ze het Belgische record van Sonja Castelein op de 3000 m naar 9.31,8. Later dat jaar deed ze er nog twee tienden van af.
In 1976 behaalde Van Roy de Belgische titels op beide middellange afstanden. Ze nam deel aan de Olympische Spelen in Montreal, waar ze achtste werd in de reeksen van de 1500 m. Ze werd opnieuw recordhoudster op 1500 m. In 1977 volgt een tweede titel op de 800 m en in 1978 een derde op de 1500 m. Dat jaar verbeterde ze ook het Belgische record op de 3000 m een derde maal. Ze nam dat jaar deel aan de Europese kampioenschappen, waar ze achttiende werd op de 3000 m.
Van Roy nam ook verschillende malen deel aan de wereldkampioenschappen veldlopen, maar behaalde daarbij geen ereplaatsen.

### Clubs
Van Roy was aangesloten bij Leuven AC.

## Belgische kampioenschappen
| Onderdeel | Jaar             |
| --------- | ---------------- |
| 800 m     | 1976, 1977       |
| 1500 m    | 1972, 1976, 1978 |

## Persoonlijke records
| Onderdeel | Prestatie | Datum            | Plaats  |
| --------- | --------- | ---------------- | ------- |
| 800 m     | 2.03,9    | 22 augustus 1976 | Brussel |
| 1500 m    | 4.10,1    | 27 juni 1976     | Jesolo  |
| 3000 m    | 9.03,4    | 12 augustus 1978 | Sittard |

## Palmares

### 800 m
- 1976:  BK AC - 2.03,9
- 1977:  BK AC - 2.04,0

### 1500 m
- 1972:  BK AC - 4.25,6
- 1976:  BK AC - 4.14,0
- 1976: 8e in reeks OS in Montreal - 4.16,27
- 1978:  BK AC - 4.19,9

### 3000 m
- 1978: 18e EK in Praag - 9.13,9

### veldlopen
- 1974: 64e WK in Monza
- 1975: 59e WK in Rabat
- 1976: 63e WK in Chepstow
- 1978: 64e WK in Glasgow

## Onderscheidingen
- 1972: Grote Feminaprijs van de KBAB
- 1976: Gouden Spike